# Lo scandalo della Banca Romana (miniserie televisiva 1977)
Lo scandalo della Banca Romana è uno sceneggiato televisivo italiano del 1977 che narra le vicende dell'omonimo scandalo bancario nazionale di fine Ottocento in Italia.
Andò in onda sulla Rete 2. Nel 2010 Rai 1 ha proposto una omonima miniserie televisiva.